# 萧同叔子
萧同叔子（?—?），齐惠公的夫人，齐顷公的母亲。
前592年春季，晋景公派遣中军佐郤克到齐国征召齐顷公参加盟会。当时，出使齐国的还有鲁国的季孙行父、卫国的孙良夫、曹国的公子首。郤克略有瘸腿，季孙行父秃头，孙良夫独眼，公子首驼背。齐顷公为了取悦母亲萧同叔子，让瘸腿接待郤克，秃头接待季孙行父，独眼接待孙良夫，驼背接待公子首，齐顷公母子俩和齐国宫人都哈哈大笑。郤克感到受到侮辱，发誓要报复，便先回国，让副手栾京庐在齐国等候命令。前589年，齐国入侵鲁国，郤克率军援救，在鞌地（今山东济南历城区）交战，即齐晋鞌之战。晋军大胜，齐顷公命使者宾媚人献上纪甗、玉磬、土地，晋国不受，要求以萧同叔子作为人质，使齐国境内的田陇全部东向。宾媚人反驳：“萧同叔子不是别人，而是我们国君的母亲，两国匹敌，所以也是晋国国君的母亲。”在鲁国和卫国的劝说下，晋国放弃了这些要求。